# Fregate klase Hydra
Klasa Hydra je skupina od četiri fregate u službi Grčke ratne mornarice. Dizajnirani su u Njemačkoj i dio su MEKO grupe modularnih ratnih brodova, u ovom slučaju dizajna MEKO 200. Program je odobren 1988. i djelomično plaćen uz pomoć FMS-a i predviđen za puštanje u rad šest brodova. Prvi brod izgrađen je u Njemačkoj i pušten u pogon 1992. godine, ali je pretrpio ozbiljan požar u blizini Portlanda u Engleskoj. Popravci su završeni 1993. godine. Ratni brodovi izgrađeni u Grčkoj kasnili su zbog financijskih problema u sklopu Hellenic Shipyards koji su ih dovršavali kasnih 1990-ih, što je također dovelo do ograničenja ukupnog broja plovila na četiri.

## Nadogradnja
2007. godine pokrenuta je nadogradnja sustava za upravljanje paljbom STIR kako bi se omogućilo ispaljivanje projektila zemlja-zrak RIM-162 ESSM. Salamis je bio prvi koji je nadograđen i u kolovozu 2008. uspješno je završio test paljbe. Ostala tri broda Hydra nadograđena su tijekom 2008.
Dana, 25. travnja 2018. grčki ministar obrane Panos Kammenos objavio je da je modernizacija četiri broda u tijeku, ali bez iznošenja dodatnih detalja o programu. 
U svibnju 2019., Združeno vijeće načelnika Glavnog stožera (ΣΑΓΕ) odlučilo je o početku programa modernizacije za četiri broda klase.

## Brodovi
| Brod           | Imenjak | Graditelj          | Naručena                   | Status   |
| -------------- | ------- | ------------------ | -------------------------- | -------- |
| F-452 Hydra    | Hidra   | Blohm + Voss       | 12. studenog 1992. godine  | U službi |
| F-453 Spetsai  | Spetses | Hellenic Shipyards | 24. listopada 1996. godine | U službi |
| F-454 Psara    | Psara   | Hellenic Shipyards | 30. travnja 1998. godine   | U službi |
| F-455 Salamina | Salamis | Hellenic Shipyards | 16. prosinca 1998. godine  | U službi |